# Distretto di Derebucak
Il distretto di Derebucak (in turco Derebucak ilçesi) è uno dei distretti della provincia di Konya, in Turchia.